# وندرش مالیت
وندرش مالیت (به لاتین: Vendreshë e Malit) یک منطقهٔ مسکونی در آلبانی است که در استان اسکراپار واقع شده‌است.